# Deim Péter
Deim Péter (Budapest, 1959. február 15. – 2024. augusztus 1.) magyar fotóművész.

## Életpályája
1977–1979 között a budapesti Práter utcai fényképész szakiskolában tanult. 1984 és 2024 között a szentendrei Szabadtéri Néprajzi Múzeum fényképészeként dolgozott. 1992–1994 között a Balla András vezette Fiatalok Fotóművészeti Stúdiójának tagja, 2000-től a Magyar Alkotóművészek Országos Egyesülete, 2010-től a Vajda Lajos Stúdió tagja volt.
Számos képzőművészeti album és néprajzi kiadvány fotóanyagát készítette. A nyolcvanas évek elejétől kezdve előszeretettel örökítette meg Szentendre művészeti eseményeit és a város kulturális életének jelentős alakjait videókon és fotókon.
A hagyományos fényképezés mellett fotografikával, fotogrammok készítésével is foglalkozott. A csendélet elemeit – különféle technikai eljárásokkal – gyakran az absztrakt formákig írta át. Munkái a fotó, a festészet és a grafika határmezsgyéjén mozognak, gyakoriak bennük az irodalmi és filmtörténeti utalások.

## Családja
Szülei: Deim Pál (1932–2016) magyar festőművész és Schillerwein Ilona (1936–2021). Testvére: Deim Tamás építőmérnök (1964). Felesége Lázár Enikő (1958), ének-zene szakos tanár, megbízott egyetemi oktató. Négy gyermekük: Réka, Balázs, Sára és Pál Péter.

## Kiállításai
- 1980 Honvédségi Fotópályázat (I. díj), Budapest
- 1995-1996 Budapest
- 1989, 1995, 2000-2003, 2005 Szentendre
- 1993 Dorog
- 1994, 1996 Esztergom
- 2003 Local Calls, Röda Sten Konsthall, Göteborg
- 2003 Dombóvár (édesapjával, Deim Pállal)
- 2009 Continuum, Skanzen Galéria, Szabadtéri Néprajzi Múzeum, Szentendre
- 2012 Túrkeve
- 2012 Local Color – Szentendrei kortárs festészeti tárlat, MűvészetMalom, Szentendre

## Művei
- Álom (1994)
- Kapcsolat (1994)
- Tánc (1994)
- Érintés (1994)
- Csendélet (1997)
- Múló idő (1998)
- Történet I.-II.-III. (1999)
- Reggel (2000)
- Délben (2000)
- Este (2000)
- Szökevények (2000)
- Nyomulás (2000)
- Kukkoló (2000)
- Kitörés (2000)
- Kanál-villa (2000)
- Jég alatt (2000)
- Gerinc (2000)
- Fenevad (2000)

## Filmjei
- A csíksomlyói búcsú (1985-1986)
- Barcsay-gobelin készítése Czakó Margit műtermében (1989)

## Könyvei (fotóanyag)
- Kücsán József, Perger Gyula (szerk.): Győr-Moson megye népművészete. Győr-Moson-Sopron Megyei Múzeumok Igazgatósága, 2002
- Zentai Tünde: Adorjás – A Dél-Dunántúl festett templomai I. Pannónia Könyvek, Pécs, 2007
- Zentai Tünde: Rétfalu – A Dél-Dunántúl festett templomai II. Pannónia Könyvek, Pécs, 2008
- Zentai Tünde: Kórós – A Dél-Dunántúl festett templomai III. Pannónia Könyvek, Pécs, 2008
- Zentai Tünde: Patapoklosi. Pannónia Könyvek, Pécs, 2009
- Zentai Tünde: Drávaiványi. Pro Pannónia (Pannónia könyvek), Pécs, 2010
- Zentai Tünde: Kovácshida. Pro Pannonia (Pannónia könyvek), Pécs, 2010
- Zentai Tünde: Szenna. Pro Pannonia (Pannónia könyvek), Pécs, 2011
- Zentai Tünde: Drávaszög és Szlavónia. Pro Pannónia (Pannónia könyvek), Pécs, 2012
- Zentai Tünde: Szigetvidék. Pro Pannonia (Pannónia könyvek), Pécs, 2013
- Zentai Tünde: A Dél-Dunántúl hímes templomai. Pro Pannonia (Pannónia könyvek), Pécs, 2014
- Zentai Tünde: Vajszló. Pro Pannonia (Pannónia könyvek), Pécs, 2018